# Trentino Volley 2023-2024
Questa voce raccoglie le informazioni riguardanti la Trentino Volley nelle competizioni ufficiali della stagione 2023-2024.

## Stagione
Nella stagione 2023-24 la Trentino Volley assume la denominazione sponsorizzata di Itas Trentino.
Disputa la Supercoppa italiana: viene eliminata nelle semifinali, sconfitta dalla Sir Safety Perugia.
Partecipa per la ventiquattresima volta alla Superlega: chiude la regular season di campionato al primo posto in classifica, qualificandosi per i play-off scudetto; conclude al quarto posto a seguito delle sconfitte nella serie delle semifinali contro il Milano e nella serie della finale per il terzo posto contro la Powervolley Milano.
A seguito del primo posto in classifica al termine del girone di andata, si qualifica per la Coppa Italia: arriva fino alle semifinali, uscendo contro il Milano.
I risultati ottenuti nella stagione 2022-23 consentono alla Trentino di disputare la Champions League; concluso il girone al primo posto, nella fase a eliminazione diretta supera nei quarti di finale lo Charlottenburg, in semifinale la Lube (nonostante una vittoria a testa si qualifica la formazione trentina poiché conquista più punti al netto della vittoria per 3-1 e la sconfitta per 3-2) e in finale lo Jastrzębski Węgiel, conquistando il titolo di campione d'Europa per la quarta volta.

## Organigramma societario
Area direttiva
- Presidente: Bruno Da Re
- Vicepresidente: Mauro Poli
- Direttore generale: Daniele Di Cristina
- Segreteria generale: Chiara Candotti
- Team manager: Riccardo Michieletto
- Responsabile logistica: Giuseppe Borgono, Matteo Daldoss
- Responsabile palasport: Antonio Brentari

Area tecnica
- Allenatore: Fabio Soli
- Allenatore in seconda: Adriano Di Pinto
- Scout man: Stefano Cosere, Fabio Dalla Fina
- Responsabile settore giovanile: Francesco Conci, Riccardo Michieletto

Area comunicazione
- Addetto stampa: Francesco Segala
- Speaker: Gabriele Biancardi
- Fotografo: Marco Trabalza

Area marketing
- Responsabile marketing: Sveva Camozzato, Marco Oberosler
- Area commerciale: Roberto Brughera, Cristina Giordano, Graziana Pisetta

Area sanitaria
- Medico: Mauro Bortoluzza
- Preparatore atletico: Lorenzo Barbieri
- Fisioterapista: Luca Pirani

## Rosa
| N° | Nome                   | Ruolo | Data di nascita   | Nazionalità sportiva |
| -- | ---------------------- | ----- | ----------------- | -------------------- |
| 2  | Gabriele Nelli         | O     | 4 dicembre 1993   | Italia               |
| 3  | Wout D'Heer            | C     | 26 aprile 2001    | Belgio               |
| 4  | Jan Kozamernik         | C     | 24 dicembre 1995  | Slovenia             |
| 5  | Alessandro Michieletto | S     | 5 dicembre 2001   | Italia               |
| 6  | Riccardo Sbertoli      | P     | 23 maggio 1998    | Italia               |
| 7  | Oreste Cavuto          | S     | 5 dicembre 1996   | Italia               |
| 8  | Domenico Pace          | L     | 2 ottobre 2000    | Italia               |
| 10 | Martin Berger          | C     | 3 aprile 2003     | Italia               |
| 11 | Kamil Rychlicki        | O     | 1º novembre 1996  | Lussemburgo          |
| 12 | Giulio Magalini        | S     | 14 agosto 2001    | Italia               |
| 13 | Gabriele Laurenzano    | L     | 12 giugno 2003    | Italia               |
| 15 | Daniele Lavia          | S     | 4 novembre 1999   | Italia               |
| 18 | Marko Podraščanin      | C     | 29 agosto 1987    | Serbia               |
| 19 | Matthieu Garcia        | P     | 11 marzo 2000     | Francia              |
| 24 | Alessandro Acquarone   | P     | 20 settembre 1999 | Italia               |

## Mercato
| Acquisti                               | Acquisti             | Acquisti       | Acquisti   |
| R.                                     | Nome                 | da             | Modalità   |
| -------------------------------------- | -------------------- | -------------- | ---------- |
| P                                      | Alessandro Acquarone | Motta          | definitivo |
| C                                      | Jan Kozamernik       | Asseco Resovia | definitivo |
| S                                      | Giulio Magalini      | Verona         | definitivo |
| Trasferimenti nel corso della stagione |                      |                |            |
| P                                      | Matthieu Garcia      | Arago de Sète  | definitivo |

| Cessioni | Cessioni           | Cessioni           | Cessioni   |
| R.       | Nome               | a                  | Modalità   |
| -------- | ------------------ | ------------------ | ---------- |
| P        | Niccolò Depalma    | Gabbiano Mantova   | definitivo |
| S        | Donovan Džavoronok | Verona             | definitivo |
| S        | Matej Kazijski     | Powervolley Milano | definitivo |
| C        | Srećko Lisinac     | Projekt Warszawa   | definitivo |

## Risultati

### Superlega

#### Girone di andata
| 1ª giornata - 22 ottobre 2023 Palazzetto dello Sport, Cisterna di Latina | Cisterna           | 2 - 3 | Trentino             | 18-25, 25-15, 28-26, 17-25, 8-15 |
| 2ª giornata - 28 ottobre 2023 PalaTrento, Trento                         | Trentino           | 3 - 2 | Prisma Taranto       | 25-16, 23-25, 18-25, 26-24, 15-8 |
| 3ª giornata - 5 novembre 2023 PalaOlimpia, Verona                        | Verona             | 0 - 3 | Trentino             | 18-25, 17-25, 15-25              |
| 4ª giornata - 11 novembre 2023 PalaTrento, Trento                        | Trentino           | 3 - 1 | You Energy           | 26-24, 25-19, 16-25, 25-18       |
| 5ª giornata - 15 novembre 2023 Palalido, Milano                          | Powervolley Milano | 1 - 3 | Trentino             | 22-25, 25-21, 19-25, 16-25       |
| 6ª giornata - 19 novembre 2023 PalaTrento, Trento                        | Trentino           | 3 - 1 | Milano               | 19-25, 25-22, 25-23, 25-23       |
| 7ª giornata - 26 novembre 2023 PalaTrento, Trento                        | Trentino           | 3 - 0 | Saturnia Acicastello | 25-15, 25-17, 25-18              |
| 8ª giornata - 3 dicembre 2023 PalaCivitanova, Civitanova Marche          | Lube               | 0 - 3 | Trentino             | 17-25, 22-25, 16-25              |
| 9ª giornata - 10 dicembre 2023 PalaPanini, Modena                        | Modena             | 3 - 1 | Trentino             | 21-25, 27-25, 25-22, 25-16       |
| 10ª giornata - 17 dicembre 2023 PalaTrento, Trento                       | Trentino           | 3 - 1 | Sir Safety Perugia   | 25-21, 25-23, 23-25, 25-23       |
| 11ª giornata - 26 dicembre 2023 PalaSanLazzaro, Padova                   | Padova             | 0 - 3 | Trentino             | 20-25, 32-34, 22-25              |

#### Girone di ritorno
| 12ª giornata - 30 dicembre 2023 PalaTrento, Trento       | Trentino             | 3 - 0 | Cisterna           | 25-19, 25-20, 25-20        |
| 13ª giornata - 7 gennaio 2024 PalaMazzola, Taranto       | Prisma Taranto       | 0 - 3 | Trentino           | 23-25, 20-25, 20-25        |
| 14ª giornata - 14 gennaio 2024 PalaTrento, Trento        | Trentino             | 3 - 1 | Verona             | 25-27, 25-16, 25-16, 25-22 |
| 15ª giornata - 21 gennaio 2024 PalaBanca, Piacenza       | You Energy           | 1 - 3 | Trentino           | 18-25, 25-19, 16-25, 15-25 |
| 16ª giornata - 24 gennaio 2024 PalaTrento, Trento        | Trentino             | 3 - 0 | Powervolley Milano | 25-21, 25-19, 25-21        |
| 17ª giornata - 3 febbraio 2024 Arena di Monza, Monza     | Milano               | 0 - 3 | Trentino           | 12-25, 17-25, 17-25        |
| 18ª giornata - 10 febbraio 2024 PalaCatania, Catania     | Saturnia Acicastello | 0 - 3 | Trentino           | 15-25, 20-25, 17-25        |
| 19ª giornata - 14 febbraio 2024 PalaTrento, Trento       | Trentino             | 3 - 1 | Lube               | 25-22, 19-25, 25-19, 25-21 |
| 20ª giornata - 18 febbraio 2024 PalaTrento, Trento       | Trentino             | 3 - 0 | Modena             | 25-22, 25-17, 25-22        |
| 21ª giornata - 25 febbraio 2024 PalaEvangelisti, Perugia | Sir Safety Perugia   | 3 - 1 | Trentino           | 27-25, 25-20, 22-25, 25-17 |
| 22ª giornata - 3 marzo 2024 PalaTrento, Trento           | Trentino             | 1 - 3 | Padova             | 23-25, 25-21, 19-25, 20-25 |

#### Play-off scudetto
| Quarti di finale (gara 1) - 6 marzo 2024 PalaTrento, Trento  | Trentino           | 3 - 0 | Modena             | 25-23, 25-18, 25-18               |
| Quarti di finale (gara 2) - 10 marzo 2024 PalaPanini, Modena | Modena             | 2 - 3 | Trentino           | 22-25, 28-26, 25-15, 19-25, 13-15 |
| Quarti di finale (gara 3) - 17 marzo 2024 PalaTrento, Trento | Trentino           | 3 - 0 | Modena             | 25-22, 25-19, 25-21               |
| Semifinali (gara 1) - 31 marzo 2024 PalaTrento, Trento       | Trentino           | 3 - 0 | Milano             | 27-25, 25-20, 25-22               |
| Semifinali (gara 2) - 3 aprile 2024 Arena di Monza, Monza    | Milano             | 1 - 3 | Trentino           | 15-25 25-21 18-25 18-25           |
| Semifinali (gara 3) - 7 aprile 2024 PalaTrento, Trento       | Trentino           | 2 - 3 | Milano             | 26-24, 22-25, 25-27, 27-25, 13-15 |
| Semifinali (gara 4) - 11 aprile 2024 Arena di Monza, Monza   | Milano             | 3 - 1 | Trentino           | 22-25, 25-23, 25-23, 25-11        |
| Semifinali (gara 5) - 14 aprile 2024 PalaTrento, Trento      | Trentino           | 2 - 3 | Milano             | 18-25, 22-25, 25-23, 26-24, 15-17 |
| Finale 3º posto (gara 1) - 17 aprile 2024 PalaTrento, Trento | Trentino           | 3 - 2 | Powervolley Milano | 23-25, 25-18, 23-25, 25-19, 15-11 |
| Finale 3º posto (gara 2) - 20 aprile 2024 Palalido, Milano   | Powervolley Milano | 3 - 2 | Trentino           | 26-24, 17-25, 25-16, 25-27, 22-20 |
| Finale 3º posto (gara 3) - 24 aprile 2024 PalaTrento, Trento | Trentino           | 0 - 3 | Powervolley Milano | 22-25, 23-25, 14-25               |
| Finale 3º posto (gara 4) - 27 aprile 2024 Palalido, Milano   | Powervolley Milano | 3 - 1 | Trentino           | 25-21, 18-25, 25-20, 25-21        |

### Coppa Italia
| Quarti di finale - 3 gennaio 2024 PalaTrento, Trento           | Trentino | 3 - 0 | Verona | 25-14, 25-19, 25-23              |
| Semifinale - 27 gennaio 2024 Unipol Arena, Casalecchio di Reno | Trentino | 2 - 3 | Milano | 25-23, 13-25, 25-23, 23-25, 9-15 |

### Supercoppa italiana
| Semifinale - 31 ottobre 2023 Biella Forum, Biella | Trentino | 1 - 3 | Sir Safety Perugia | 25-20, 22-25, 23-25, 18-25 |

### Champions League

#### Fase a gironi
| 1ª giornata - 23 novembre 2023 PalaTrento, Trento         | Trentino       | 3 - 1 | ACH Volley     | 25-15, 20-25, 25-18, 26-24       |
| 2ª giornata - 29 novembre 2023 Salle Robert-Grenon, Tours | Tours          | 1 - 3 | Trentino       | 17-25, 22-25, 25-23, 19-25       |
| 3ª giornata - 13 dicembre 2023 Hala Podpromie, Rzeszów    | Asseco Resovia | 0 - 3 | Trentino       | 21-25, 24-26, 20-25              |
| 4ª giornata - 21 dicembre 2023 PalaTrento, Trento         | Trentino       | 3 - 0 | Tours          | 27-25, 25-22, 25-18              |
| 5ª giornata - 10 gennaio 2024 Hala Tivoli, Lubiana        | ACH Volley     | 0 - 3 | Trentino       | 30-32, 16-25, 18-25              |
| 6ª giornata - 17 gennaio 2024 PalaTrento, Trento          | Trentino       | 2 - 3 | Asseco Resovia | 25-20, 23-25, 20-25, 25-20, 9-15 |

#### Fase a eliminazione diretta
| Quarti di finale (andata) - 21 febbraio 2024 Max-Schmeling-Halle, Berlino | Charlottenburg | 0 - 3 | Trentino           | 18-25, 17-25, 17-25              |
| Quarti di finale (ritorno) - 29 febbraio 2024 PalaTrento, Trento          | Trentino       | 3 - 0 | Charlottenburg     | 25-19, 25-20, 25-22              |
| Semifinali (andata) - 13 marzo 2024 PalaTrento, Trento                    | Trentino       | 3 - 1 | Lube               | 25-17, 16-25, 25-18, 25-23       |
| Semifinali (ritorno) - 21 marzo 2024 PalaCivitanova, Civitanova Marche    | Lube           | 3 - 2 | Trentino           | 26-24, 20-25, 22-25, 25-18, 15-9 |
| Finale - 5 maggio 2024 Antalya Spor Salonu, Adalia                        | Trentino       | 3 - 0 | Jastrzębski Węgiel | 25-20, 25-22, 25-21              |

## Statistiche

### Statistiche di squadra
| Competizione        | Punti | In casa | In casa | In casa | In trasferta | In trasferta | In trasferta | Totale | Totale | Totale |
| Competizione        | Punti | G       | V       | P       | G            | V            | P            | G      | V      | P      |
| ------------------- | ----- | ------- | ------- | ------- | ------------ | ------------ | ------------ | ------ | ------ | ------ |
| Superlega           | 55    | 18      | 14      | 4       | 16           | 11           | 5            | 34     | 25     | 9      |
| Coppa Italia        | -     | 1       | 1       | 0       | 0            | 0            | 0            | 2      | 1      | 1      |
| Supercoppa italiana | -     | -       | -       | -       | -            | -            | -            | 1      | 0      | 1      |
| Champions League    | 16    | 5       | 4       | 1       | 5            | 4            | 1            | 11     | 9      | 2      |
| Totale              | -     | 24      | 19      | 5       | 21           | 15           | 6            | 48     | 35     | 13     |

G = partite giocate; V = partite vinte; P = partite perse

### Statistiche dei giocatori
| Giocatore      | Superlega | Superlega | Superlega | Superlega | Superlega | Coppa Italia | Coppa Italia | Coppa Italia | Coppa Italia | Coppa Italia | Supercoppa italiana | Supercoppa italiana | Supercoppa italiana | Supercoppa italiana | Supercoppa italiana | Champions League | Champions League | Champions League | Champions League | Champions League | Totale | Totale | Totale | Totale | Totale |
| Giocatore      | P         | PT        | AV        | MV        | BV        | P            | PT           | AV           | MV           | BV           | P                   | PT                  | AV                  | MV                  | BV                  | P                | PT               | AV               | MV               | BV               | P      | PT     | AV     | MV     | BV     |
| -------------- | --------- | --------- | --------- | --------- | --------- | ------------ | ------------ | ------------ | ------------ | ------------ | ------------------- | ------------------- | ------------------- | ------------------- | ------------------- | ---------------- | ---------------- | ---------------- | ---------------- | ---------------- | ------ | ------ | ------ | ------ | ------ |
| A. Acquarone   | 21        | 15        | 6         | 7         | 2         | 1            | 0            | 0            | 0            | 0            | 1                   | 0                   | 0                   | 0                   | 0                   | 4                | 4                | 0                | 3                | 1                | 27     | 19     | 6      | 10     | 3      |
| M. Berger      | 4         | 5         | 4         | 0         | 1         | 0            | 0            | 0            | 0            | 0            | 0                   | 0                   | 0                   | 0                   | 0                   | 4                | 3                | 3                | 0                | 0                | 8      | 8      | 7      | 0      | 1      |
| O. Cavuto      | 13        | 24        | 19        | 4         | 1         | 0            | 0            | 0            | 0            | 0            | 1                   | 0                   | 0                   | 0                   | 0                   | 6                | 8                | 5                | 1                | 2                | 20     | 32     | 24     | 5      | 3      |
| W. D'Heer      | 15        | 22        | 12        | 9         | 1         | 1            | 0            | 0            | 0            | 0            | 0                   | 0                   | 0                   | 0                   | 0                   | 5                | 14               | 7                | 6                | 1                | 21     | 36     | 19     | 15     | 2      |
| M. Garcia      | 3         | 0         | 0         | 0         | 0         | -            | -            | -            | -            | -            | -                   | -                   | -                   | -                   | -                   | 1                | 0                | 0                | 0                | 0                | 4      | 0      | 0      | 0      | 0      |
| J. Kozamernik  | 33        | 255       | 149       | 81        | 25        | 2            | 16           | 9            | 5            | 2            | 1                   | 10                  | 8                   | 2                   | 0                   | 10               | 76               | 42               | 21               | 13               | 46     | 357    | 208    | 109    | 40     |
| G. Laurenzano  | 34        | 0         | 0         | 0         | 0         | 2            | 0            | 0            | 0            | 0            | 1                   | 0                   | 0                   | 0                   | 0                   | 10               | 0                | 0                | 0                | 0                | 47     | 0      | 0      | 0      | 0      |
| D. Lavia       | 30        | 363       | 301       | 26        | 36        | 2            | 31           | 22           | 4            | 5            | 1                   | 13                  | 11                  | 2                   | 0                   | 10               | 120              | 98               | 7                | 15               | 43     | 527    | 432    | 39     | 56     |
| G. Magalini    | 17        | 90        | 77        | 9         | 4         | 1            | 5            | 4            | 1            | 0            | 0                   | 0                   | 0                   | 0                   | 0                   | 7                | 44               | 41               | 3                | 0                | 25     | 139    | 122    | 13     | 4      |
| A. Michieletto | 33        | 548       | 444       | 57        | 47        | 2            | 29           | 25           | 4            | 0            | 1                   | 13                  | 11                  | 2                   | 0                   | 11               | 161              | 120              | 22               | 19               | 47     | 751    | 600    | 85     | 66     |
| G. Nelli       | 19        | 62        | 54        | 3         | 5         | 0            | 0            | 0            | 0            | 0            | 1                   | 2                   | 1                   | 0                   | 1                   | 4                | 14               | 14               | 0                | 0                | 24     | 78     | 69     | 3      | 6      |
| D. Pace        | 17        | 0         | 0         | 0         | 0         | 0            | 0            | 0            | 0            | 0            | 0                   | 0                   | 0                   | 0                   | 0                   | 6                | 0                | 0                | 0                | 0                | 23     | 0      | 0      | 0      | 0      |
| M. Podraščanin | 33        | 230       | 140       | 80        | 10        | 2            | 11           | 10           | 1            | 0            | 1                   | 9                   | 4                   | 5                   | 0                   | 11               | 66               | 39               | 22               | 5                | 47     | 316    | 193    | 108    | 15     |
| K. Rychlicki   | 32        | 511       | 437       | 47        | 27        | 2            | 31           | 28           | 3            | 0            | 1                   | 16                  | 14                  | 2                   | 0                   | 11               | 167              | 140              | 11               | 16               | 46     | 725    | 619    | 63     | 43     |
| R. Sbertoli    | 26        | 53        | 13        | 14        | 26        | 2            | 2            | 1            | 1            | 0            | 1                   | 0                   | 0                   | 0                   | 0                   | 9                | 16               | 3                | 8                | 5                | 38     | 71     | 17     | 23     | 31     |

P = presenze; PT = punti totali; AV = attacchi vincenti; MV = muri vincenti; BV = battute vincenti